# اندیس دستگرد
دستگرد یک اندیس فلزی است که در حوالی شهر میناب استان هرمزگان قرار دارد و مادهٔ معدنی موجود در آن، طلا است.